# 小馳龍屬
小馳龍屬（屬名：Parvicursor）意為「小型奔跑者」，是種迷你阿瓦拉慈龍科恐龍，生存於晚白堊紀。小馳龍擁有修長腿部，可快速奔跑。成年體從口鼻部到尾巴末端，全長只有39公分，重量為162公克，是目前體型最小的非鳥類的恐龍之一。

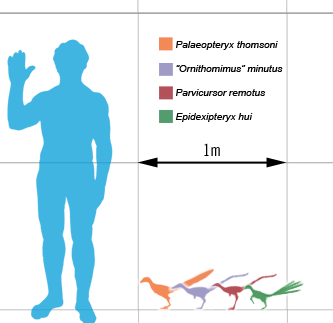
小馳龍(紅)與人類的體型比較圖

如同其他阿瓦拉慈龍科恐龍，小馳龍的前肢短而粗胖，手掌已退化成只有一個大型指爪，可能用來挖開堅硬的白蟻塚或挖掘其他東西。這些指爪不太可能用來防衛，因為這些指爪太短，且無法做靈活的動作；小馳龍可能就如同屬名所顯示的，是個快速奔跑的動物。
小馳龍的化石發現於蒙古胡山地區的西戈約特層。目前僅發現一個不完整的標本，包含大部分骨盆與後肢。小馳龍的近親包含：阿瓦拉慈龍、巴塔哥尼亞爪龍、單爪龍，而他們的最近親是最近剛發現的鳥面龍。
在2002年，Shigeru Suzuki等人發現兩個小型阿瓦拉慈龍類的化石。他們認為這兩個化石是鳥面龍的幼年個體化石。在2008年，尼克·朗里奇（Nick Longrich）與菲力·柯爾（Phil Currie）根據這兩個化石的癒合腕骨、骨盆特徵，提出牠們其實是小型阿瓦拉慈龍類的成年個體化石。他們同時提出阿瓦拉慈龍科的系統發生學研究，發現這兩個化石是小馳龍的近親，因此將這兩個標本暫時標名為Parvicursor sp.。
臨河爪龍被認為可能是小馳龍的次異名。

## 外部連結
- Parvicursor remotus （页面存档备份，存于）
- Parvicursor from Palaeos (technical)